# Pomorcy
Pomorcy (ros.: помо́ры) – rosyjscy osadnicy nad Morzem Białym, którzy te tereny zamieszkiwali wspólnie z Lapończykami i Finami na zachodzie oraz Komiakami i Nieńcami na wschodzie.

## Historia

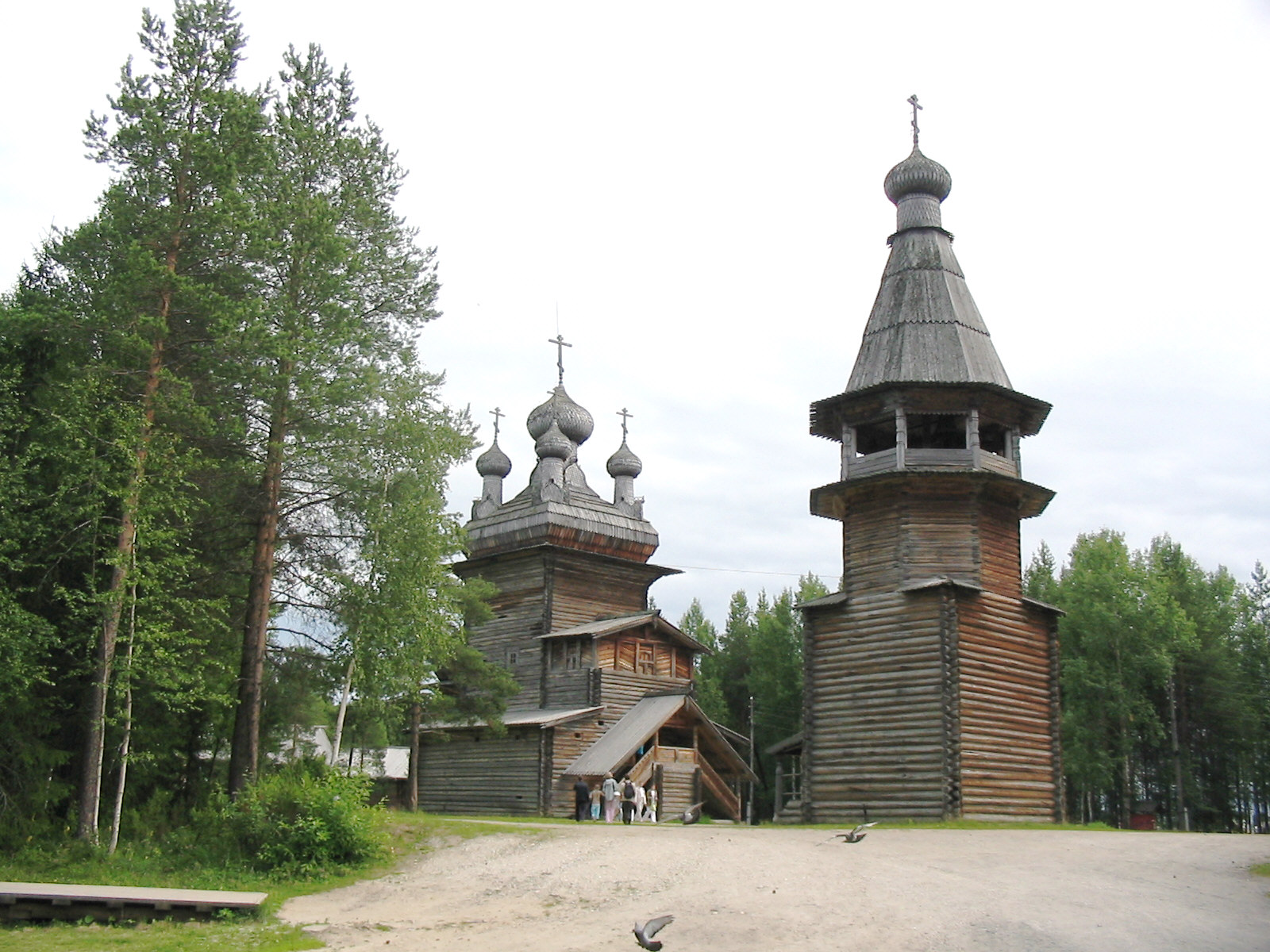
Małyje Koreły, XVII-wieczna wieś Pomorców (bezpopowców) niedaleko Archangielska

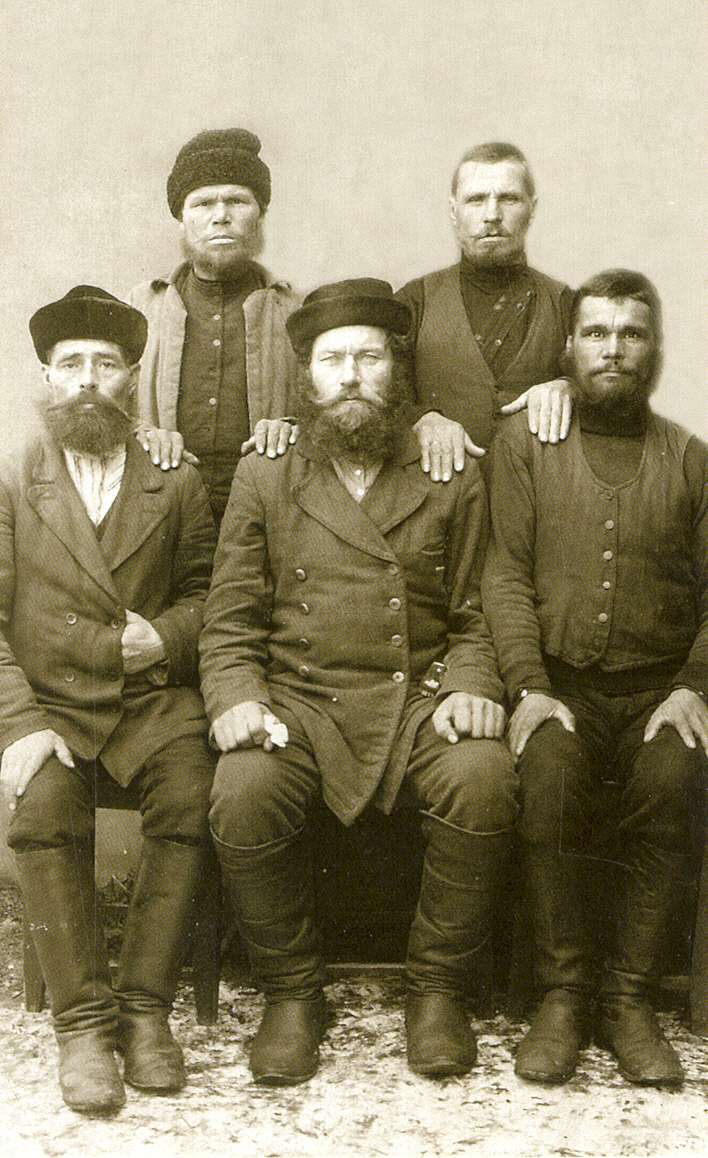
Pomorcy (zdjęcie sprzed rewolucji październikowej)

Na początku XII wieku traperzy, łowcy fok i rybacy z ziem Nowogrodu Wielkiego docierali nad brzeg Morza Białego wzdłuż rzek Dwiny i Onegi, zakładając osady, skąd dokonywali dalekich wypraw lądowych i morskich, docierając nawet na Spitsbergen i Nową Ziemię. Przed powstaniem Archangielska pod koniec XVI wieku ich główną osadą była wioska, później miasteczko Chołmogory.
Pomorcy odkryli Przejście Północno-Wschodnie i wykorzystywali je by docierać na obszary Syberii, gdzie poszukiwali drogocennych futer sobolich. Używając statków zwanych koczami, zdołali minąć Ural i założyć osadę o nazwie Mangazeja na wschód od Półwyspu Jamalskiego w początkach XVI wieku.
Nazwa Pomorców wywodzi się od słowa „pomorze” (ros. поморье), czyli odcinka wybrzeża Morza Białego od dzisiejszego miasta Biełomorsk po Kiem. Najbardziej znanymi Pomorcami byli Michaił Łomonosow, Fiedot Szubin i Siemion Iwanowicz Dieżniew.
Pomorcy żyli i utrzymywali się z lasu i morza, polując na dzikie zwierzęta, uprawiając rybołówstwo i wielorybnictwo; w tundrze zajmowali się hodowlą reniferów. Ważnym zajęciem był handel rybą i zbożem z Norwegami. Ten handel był tak intensywny, że wykształcił się nawet lokalny, mieszany rosyjsko-norweski język używany aż do roku 1920.
Z rosyjskim Pomorzem związany jest również największy liczebnie odłam bezpopowców – pomorcy.
Po upadku Związku Radzieckiego zaczęto zastanawiać się, czy Pomorcy nie powinni być uznani za ludność miejscową, odrębną etnicznie i zaliczoną do ludów północnej Rosji. Według spisu powszechnego z roku 2002 6571 osób w Rosji uważało się za Pomorców, prawie wszyscy w obwodzie archangielskim (6295) i murmańskim (127).
Jedna z trzech uczelni Archangielska nosi nazwę Państwowego Uniwersytetu Pomorskiego. W związku z próbami scalania mniejszych i biedniejszych regionów Rosji w większe jednostki terytorialne, proponowane jest połączenie obwodów archangielskiego, murmańskiego, Republiki Komi i Nienieckiego Okręgu Autonomicznego w jednostkę zwaną Krajem Pomorskim.